# Górki 1
Górki 1 (biał. Горкі 1; ros. Горки 1) – wieś na Białorusi, w obwodzie witebskim, w rejonie głębockim, w sielsowiecie Ziabki.

## Historia
W czasach zaborów folwark w powiecie dzisieńskim, w guberni wileńskiej Imperium Rosyjskiego.
W latach 1921–1945 folwark a następnie kolonia leżała w Polsce, w województwie wileńskim, w powiecie dziśnieńskim, w gminie Prozoroki.
Według Powszechnego Spisu Ludności z 1921 roku zamieszkiwały tu 73 osoby, 68 było wyznania rzymskokatolickiego a 5 prawosławnego. Jednocześnie wszyscy mieszkańcy zadeklarowali polską przynależność narodową. Było tu 6 budynków mieszkalnych. W 1931 w 19 domach zamieszkiwały 124 osoby.
Wierni należeli do parafii rzymskokatolickiej i prawosławnej w Prozorokach. Miejscowość podlegała pod Sąd Grodzki w Głębokiem i Okręgowy w Wilnie; właściwy urząd pocztowy mieścił się w Prozorokach.
W wyniku napaści ZSRR na Polskę we wrześniu 1939 miejscowość znalazła się pod okupacją sowiecką. 2 listopada została włączona do Białoruskiej SRR. Od czerwca 1941 roku pod okupacją niemiecką. W 1944 miejscowość została ponownie zajęta przez wojska sowieckie i włączona do Białoruskiej SRR.
Od 1991 w składzie niepodległej Białorusi.